# Новгородский крест

Новгородский крест

Новгородский крест — тип креста, сочетающий в себе две геометрические фигуры — крест и круг. Иногда считается разновидностью тамплиерского креста. Часто концы креста полностью вписаны в круг.
В отличие от кельтского креста новгородский крест обычно имел удлинённый нижний луч (основание) и часто в его центральную часть включался православный крест, который имеет кроме удлинённой горизонтальной перекладины ещё две.

## Особенности
Подобная форма крестов была распространена в Новгородской земле. В процессе развития, к XV веку, форма новгородских крестов изменяется до вида «круглый крест», напоминающего не столько крест, сколько диск с четырьмя прорезями. В других землях и среди иных традиций данная форма креста используется редко.
Имеется разновидность, сочетающая в себе круг и крест, концы которого, выступающие за пределы круга, также имеют крестообразные окончания.

## Алексиевский крест
Одним из наиболее известных крестов, относящихся к новгородскому типу, является Алексиевский крест XIV века — каменный, вкладной, поклонный крест, установленный архиепископом Новгородским Алексием (отсюда его название) на западной стене Софийского собора в Новгороде. Предположительно датируется временем после 1380 года и считается памятником в честь Куликовской битвы.